# Anticoli Corrado
Anticoli Corrado ist eine Gemeinde in der Metropolitanstadt Rom in der italienischen Region Latium mit 850 Einwohnern (Stand 31. Dezember 2023).
|  |

## Geographie
Anticoli Corrado liegt 57 km nordöstlich von Rom und 72 km südwestlich von L’Aquila. Es liegt auf einem Höhenzug der Monti Ruffi oberhalb des Tals des Aniene. Es ist Mitglied der Comunità Montana Valle dell’Aniene. Zur Gemeinde gehören die Ortsteile Colli und Morrone Carletta.
Das Gemeindegebiet erstreckt sich von 307 bis 1136 m s.l.m.
Die Gemeinde liegt in der Erdbebenzone 2 (mittel gefährdet).
Die Nachbarorte sind: Mandela, Marano Equo, Rocca Canterano, Roviano, Saracinesco.

### Verkehr
Anticoli liegt an der Autobahn A24, Strada dei Parchi. Die nächste Ausfahrt ist Mandela in 12 km Entfernung.
Mit dem nahen Bahnhof Roviano liegt der Ort an der Bahnstrecke Rom – Avezzano.

## Geschichte

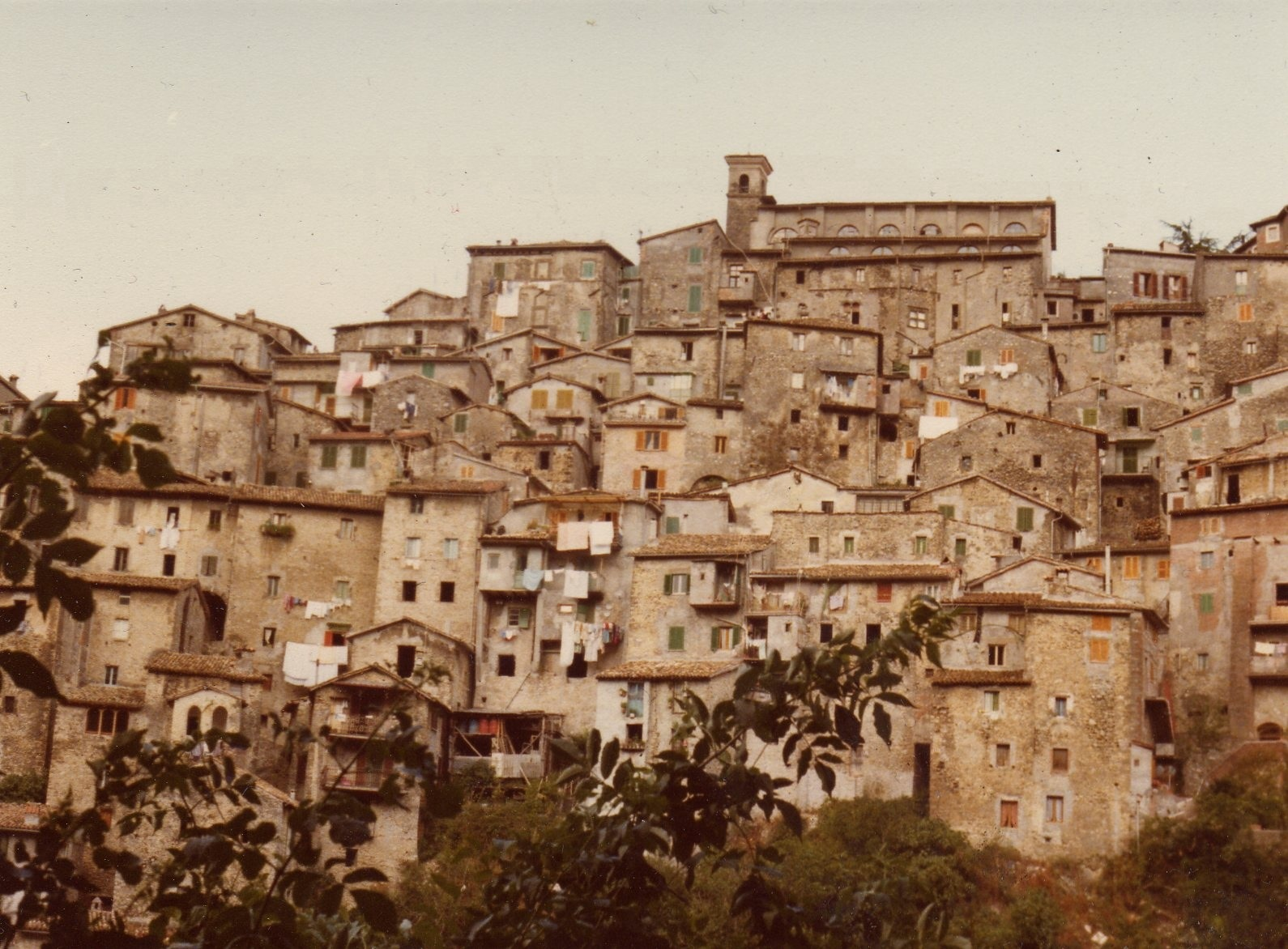
Anticoli Corrado

Anticoli Corrado entstand in der unsicheren Zeit nach dem Untergang des Römischen Reichs, als die Bevölkerung die Ebenen verließ und befestigte Orte auf leichter zu verteidigenden Hügeln gründete. Die erste Erwähnung von Anticoli erfolgte im 7. Jahrhundert, als Papst Adeodatus II. ein Gut mit dem Namen Antikuis dem Erasmuskloster in Rom schenkte.
Im 13. Jahrhundert gehörte Anticoli Friedrich von Antiochia, einem unehelichen Sohn von Friedrich II. Dessen Sohn Konrad von Antiochia beherbergte seinen Cousin Konradin von Hohenstaufen auf seiner Burg in Anticoli und begleitete ihn auch in die Schlacht bei Tagliacozzo. Konrad konnte sich jedoch einer Gefangennahme durch Karl von Anjou entziehen, da seine Ehefrau Beatrice Lancia Geiseln, die sie auf der Burg von Saracinesco gefangen hielt, für ihn austauschte. Bei Konrads Rückkehr bekam Anticoli seinen Namenszusatz Corrado (italienisch für Konrad).
1430 kam Anticoli an die Colonna. Später an die Barberini und die Massimo.

### Künstlerdorf
Im 19. und frühen 20. Jahrhundert war Anticoli das Ziel zahlreicher Maler.  Ernst Stückelberg war der erste Maler, der sich 1858 in dem Bergdorf niederließ. Auch anderen Künstler, wie Oskar Kokoschka, Felice Carena, Paolo Salvati, Herbert Molwitz, Gisela Baur-Nütten, Karli Sohn-Rethel, Maurice Sterne, Wilhelm Wessel, Paul Mersmann und Luigi Pirandello, ließen sich von der spektakulären Landschaft inspirieren. Heinrich Dreber, dessen Ansichten von Anticoli unter anderem in der Kunsthalle Bremen hängen, starb 1875 in Anticoli. Die Malerin und Bildhauerin Margherita Osswald wurde in Anticoli geboren.
Noch heute gilt der Ort mit zahlreichen Ateliers als Künstlerdorf.
1969 wurde Anticoli Corrado Schauplatz für die Außenaufnahmen des Spielfilms Das Geheimnis von Santa Vittoria (Regie Stanley Kramer), indem Anthony Quinn, Anna Magnani und Hardy Krüger die Hauptrollen spielen.

## Bevölkerungsentwicklung
| Jahr      | 1871 | 1901 | 1921 | 1936 | 1951 | 1971 | 1991 | 2001 |
| --------- | ---- | ---- | ---- | ---- | ---- | ---- | ---- | ---- |
| Einwohner | 1411 | 1862 | 1830 | 1508 | 1257 | 996  | 940  | 910  |

Quelle: ISTAT

## Politik
Vittorio Meddi (Lista Civica: Anticoli Al Centro), der schon von 2001 bis 2011 amtiert hatte, wurde durch die Wahl vom 5. Juni 2016 erneut zum Bürgermeister bestimmt.

### Wappen
Auf blauem Schild, drei Zypressen.

### Partnerstädte
- Arcos de la Frontera, Spanien

## Sehenswürdigkeiten

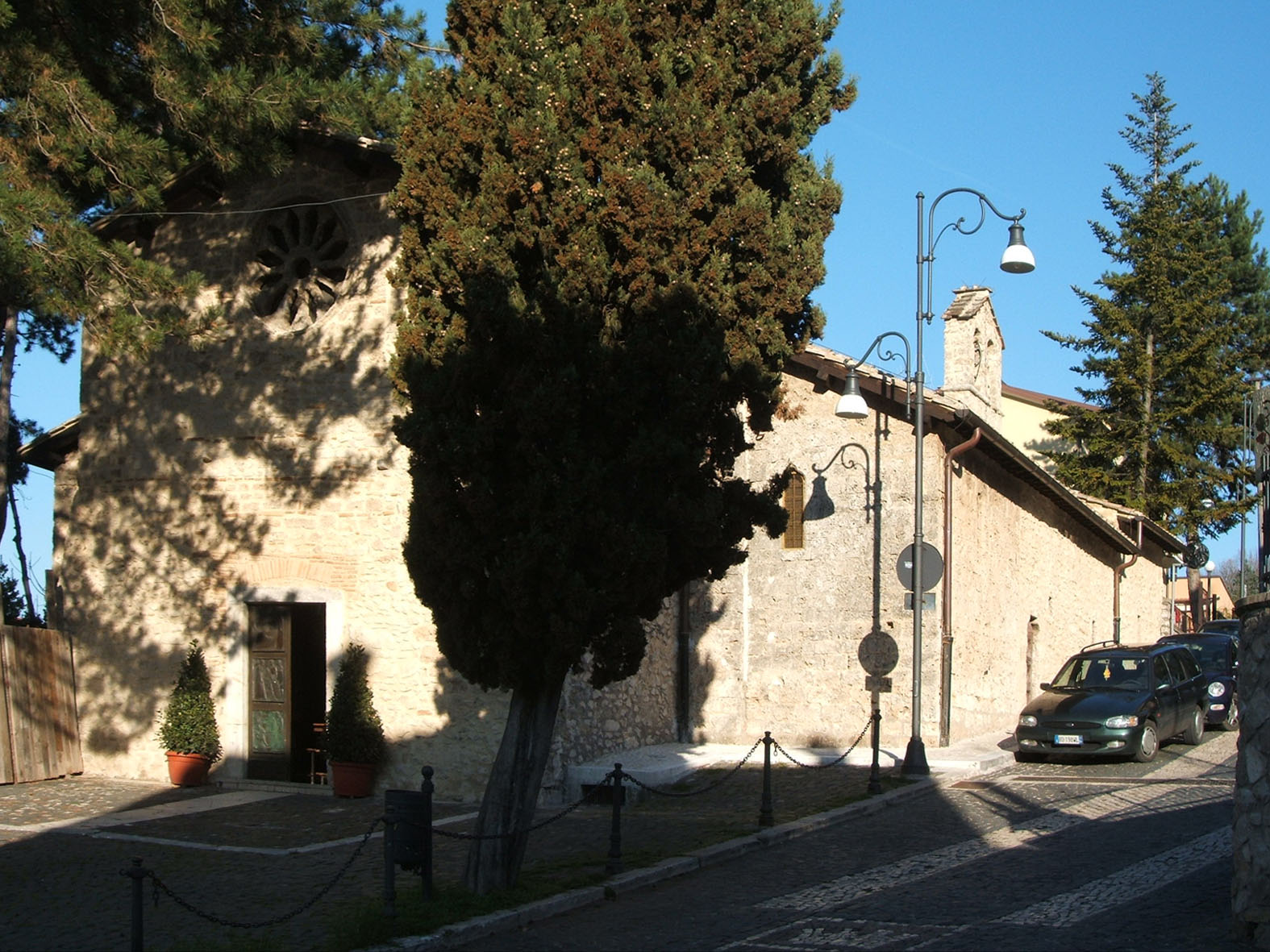
Kirche San Pietro

- Die romanische Kirche San Pietro (11. Jahrhundert) birgt zahlreiche Fresken aus dem 14. – 18. Jahrhundert.
- Der Palazzo Baronale stammt aus dem 17. Jahrhundert.
- Auf dem großen belebten Hauptplatz steht der Arche-Noah-Brunnen von Arturo Martini (1889–1947)
- Im Museo Comunale d’Arte Moderna im Palazzo Brancaccio werden Werke von in Anticoli ansässigen Künstlern gezeigt.

## Söhne und Töchter des Ortes
- Margherita Osswald-Toppi (* 17. Januar 1897 in Anticoli Corrado; † 28./29. März 1971 ebenda) (Bürgerort Zürich), Malerin und Bildhauerin[4]